# Gone (suite romanesque)

Gone (titre original : Gone) est une série de romans pour adolescents écrits par l'Américain Michael Grant. Le titre de la série, Gone, signifie littéralement « partis », faisant référence aux adultes qui ont quitté la « Zone », le dôme dans lequel les enfants sont coincés.
Michael Grant a laissé entendre qu'une série TV des livres pourrait être en développement le 12 octobre 2018 sur son compte Twitter.

## Romans

### SérieGone
1. Gone, Pocket Jeunesse, 2009 ((en) Gone, HarperTeen, 2008)
2. La Faim, Pocket Jeunesse, 2010 ((en) Hunger, Katherine Tegen Books, 2009)
3. Mensonges, Pocket Jeunesse, 2010 ((en) Lies, Katherine Tegen Books, 2010)
4. L'Épidémie, Pocket Jeunesse, 2011 ((en) Plague, Katherine Tegen Books, 2011)
5. La Peur, Pocket Jeunesse, 2012 ((en) Fear, Katherine Tegen Books, 2012)
6. La Lumière, Pocket Jeunesse, 2013 ((en) Light, Katherine Tegen Books, 2013)

### SérieMonster
1. Monster, Pocket Jeunesse, 2018 ((en) Monster, Katherine Tegen Books, 2017)
2. Monster - Livre 2, Pocket Jeunesse, 2019 ((en) Villain, Katherine Tegen Books, 2018)
3. (en) Hero, Katherine Tegen Books, 2019

## Résumés apéritifs

### Tome 1:Gone(Gone)
En plein cours d'histoire, Sam et ses amis sont en train de prendre des notes quand tout à coup, le professeur disparaît. Affolés, ils sortent de classe et se rendent compte qu'il n'y a plus aucun être humain de plus de 15 ans : ils se sont tous volatilisés. Plus incroyable encore, certains de ceux qui restent développent des super-pouvoirs mais ils ne parviennent pas encore à les maîtriser…Cette aventure extraordinaire est arrivée à Sam, 14 ans, et à tous les enfants de la petite ville californienne de Perdido Beach. Passé la première période d'euphorie, les enfants et adolescents doivent maintenant s'organiser pour survivre. Qui va s'occuper des bébés et des malades ? Comment trouver de la nourriture ? Autant de questions vitales à résoudre d'urgence ! Sam devient malgré lui l'un des responsables de l'organisation mais il va devoir affronter d'autres chefs de bandes, aux idées beaucoup plus sombres…

### Tome 2:La Faim(Hunger)
Trois mois se sont écoulés depuis l'apparition de la Zone. Les habitants de Perdido Beach et du pensionnat Coates doivent faire face à un nouvel ennemi : la faim. Sam et son équipe tentent d'organiser le ravitaillement mais il est bien difficile de faire travailler des enfants. Par ailleurs, dans un climat où la faim décuple les tensions, certains enfants continuent de développer des pouvoirs alors que d'autres non. Un racisme anti-mutants se développe et les violences se multiplient. Du haut de ses 15 ans, Sam doit faire face à une foule de problèmes. Trop pour l'adolescent qu'il est ?
D'un autre côté, Caine est hanté par l'Ombre depuis leur rencontre. Il assiège la centrale nucléaire, secondé comme toujours par Diana, Drake et d'autres enfants, et coupe l'électricité de Perdido Beach. Il s'enfuit ensuite de la centrale en emportant l'uranium sur ordre du gaïaphage. Jusqu'où l'Ombre influencera-t-elle Caine ?
Pendant ce temps, Lana aussi a gardé des séquelles de sa rencontre avec l'Ombre. Elle se rend à la caverne une nouvelle fois, dans l'espoir d'y détruire le gaïaphage. Mais ce dernier l'empêche de mettre son plan à bien en lui volant son corps et son esprit, et elle finit esclave de l'Ombre. Edilio et Dekka viennent dans la grotte eux aussi, mais Lana, toujours sous l'emprise de l'Ombre, les aperçoit et tire sur le Mexicain.
Sam revient à la centrale pour affronter Caine, mais celui-ci s'est déjà enfui. Il ne reste que Drake dans le bâtiment. Sam et Drake s'engagent dans un duel à mort, où Drake prend vite le dessus et laisse son adversaire agonisant par terre.
Finalement, Caine et Sam vont aller affronter le gaïaphage ensemble…

### Tome 3:Mensonges(Lies)
Cela fait six mois que les enfants de la petite ville californienne de Perdido Beach sont piégés dans la Zone et que les adultes sont portés disparus. Six mois que les enfants sont livrés à leur propre sort, délaissés et prisonniers d'un dôme infranchissable, affamés et  assoiffés de vengeance.
Orsay s'est proclamée "Prophétesse": elle peut lire dans les rêves des parents disparus et prétend que le Grand Saut à leurs quinze ans peut leur faire retrouver ceux qui leur sont chers.
Le Conseil, composé d'Astrid, Edilio, Albert, Howard, John - le frère de Mary - et Dekka, essaie de décharger Sam de toutes les responsabilités qu'a enduré le jeune garçon. Sam accuse Astrid de vouloir le rabaisser. Ils rompent pendant la majeure partie du roman pour se pardonner et se remettent ensemble à la fin du livre.
Zil et sa bande « anti-mutants » mettent le feu à Perdido Beach pour le compte de Caine, qui aurait découvert des îles au large. C'est ainsi que nous faisons la connaissance des cinq enfants adoptifs de deux célèbres acteurs.
Parmi les flammes et la fumée, Sam voit le visage du garçon qu’il craint le plus : Drake Merwin. Mais c’est impossible : Drake est mort. Sam et Caine l’ont tué avec l’Ombre – du moins, c’est ce qu’ils ont cru.
Et ce n'est pas le seul « mort-vivant » : Brittney, qui se croit un ange, partage en fait son corps avec l'esprit de Drake. Son corps alterne entre les dents pointues, le fouet et l'esprit fou à lier du garçon et la corpulence et la bonne bouille de la jeune fille.
Astrid, avec l'aide du Conseil, instaure des règles fondamentales; puis elle se retire dignement du Conseil, pour retrouver Sam. Dekka règle le compte de Zil et Sam celui de Drake. À un détail près. Au moment de brûler Drake grâce à son rayon lumineux, le corps du garçon change pour devenir celui de Brittney. Sam n'aura pas le courage de la tuer et la mettra simplement dans une cave qui devient un lieu de prison, sous la surveillance d'Orc et d'Howard. Tantôt c'est l'esprit de Brittney qui a le dessus et hurle à Sam de la tuer pour en finir avec Drake, tantôt c'est celui du garçon qui hurle vengeance.
Mary, qui a bien compris que ses plus petits de la crèche n'atteindront jamais leurs quinze ans, essaie de faire passer les enfants à travers le passage que crée le Grand Saut. Le résultat final est à deux doigts de finir en suicide collectif. C'est compter sans l'aide de Dekka qui, grâce à son pouvoir, réussit à sauver les enfants.
La fin du livre nous montre le petit Pete près du mur de la Zone, avec sa sœur, un peu avant que Sam n'essaie de tuer Drake. Sa console ne marchant plus, le petit garçon s'était inventé son monde avec des avatars, notamment celui de l'Ombre. Grâce à lui, la puissance mystique tant redoutée a pris vie dans le corps de Nerezza, qui tue Orsay. Le jeune autiste, au moment où Astrid comprend le manège, pousse un cri d'agonie. Et, momentanément, la Zone disparaît l'espace de quelques secondes, et sous les yeux de l'adolescente ébahie, apparaissent des cordons de sécurité, des parents, des hôtels, des camions, des scientifiques… Elle se rend compte que la vie continue à l'extérieur de la Zone, que les parents cherchent à communiquer avec leurs enfants et que des centaines de gens travaillent à les faire sortir.

### Tome 4:L'Épidémie(Plague)
Une semaine  après la fin du livre précédent, les enfants de Perdido Beach sont toujours en état de choc. Malgré l'agitation bouillante laissée derrière eux par tant de batailles, de luttes de pouvoir et de colères divisées, le calme est momentanément revenu à Perdido Beach. Mais après la faim, la soif menace à son tour.
De plus les ennemis dans la Zone ne se contentent pas de disparaître, et dans le silence, les choses mortelles remuent, se développent et découvrent une voie libre. L'Ombre a enfin trouvé sa voie dans l'esprit de Némésis (Pete) et le contrôle par une brume de délire et de confusion. Une maladie fortement contagieuse et fatale s'étend à un rythme alarmant aussi sinistre que les insectes prédateurs qui terrorisent Perdido Beach. En plus de tout ceci, Drake revient en force avec une armée de créatures sanguinaires fournie par son maître. Plus le choix, Caine et les amis de Sam devront à nouveau s'allier contre Drake. Finalement, Sam et Caine décident de former deux clans distincts; donnant à chaque citoyen la possibilité de séjourner dans la ville avec Caine en tant que roi ou le déplacement vers le lac avec Sam. Albert reste à Perdido Beach, ainsi que Quinn avec son équipe de pêche. Diana choisit de façon inattendue d'aller avec Sam, et révèle qu'elle est enceinte de Caine.C'est dans ce tome que Toto fait son apparition.

### Tome 5:La Peur(Fear)
Quatre mois ont passé depuis les événements du roman précédent, et voilà un an qu'ils sont dans la zone. Pete expérimente avec son existence actuelle en falsifiant « des avatars » dans son « nouveau jeu », qui sont en réalité les habitants de la Zone. Cela aboutit à des morts horribles puisqu’il change leur ADN maladroitement. Une de ses victimes est Taylor.
Au Lac Tramonto, Sam décide d'obtenir les missiles et part vers Perdido Beach, mais découvre que quelqu'un les a déjà pris. En cherchant les missiles il voit que le mur de la Zone est devenu noir. Astrid, qui vit actuellement dans les bois, voit aussi la barrière changée et retourne au Lac Tramonto pour voir Sam et l'informer de l’état de la barrière, mais Sam étant parti récupérer les missiles elle l’attend dans sa péniche. En proie au sommeil, elle se couche dans son lit pour l’attendre. Sam rentre fourbu sur sa péniche.
À l'extérieur de la Zone, l'infirmière Connie Temple apprend que l'armée a évalué la force de la barrière en le frappant avec des radiographies et examiné son pourcentage de réflexion. Le mur de la Zone a reflété 100 % des radiographies depuis le début du test, mais reflète maintenant seulement 98,4 %. Mary Terrafino et Francis, qui ont disparu lors de leur 15e anniversaire, sont révélés avoir atterri à l'extérieur de la Zone affreusement mutilés par l'événement. Ils meurent finalement.
À Perdido Beach, Caine punit Cigare, un des pêcheurs de Quinn, qui a tué un garçon nommé Jaden. Sa punition est une journée entière avec Penny. Les visions de Penny le traumatisent tant qu’il se blesse gravement les yeux. Lana le guérit mais sa vision ne marche pas correctement. Quinn en est bouleversé et refuse de pêcher tant que Penny restera à Perdido Beach.
Drake/Brittney revient avec la tâche d'amener Diana et son bébé à naître au Gaiaphage, pour qu'il puisse utiliser le bébé comme enveloppe corporelle. En se rendant compte que la Zone est complètement plongée dans le noir, Sam décide d'envoyer un message à Caine, lui offrant de donner de la lumière à Perdido Beach grâce à son pouvoir. Cependant, le messager voit Drake et ses coyotes tuer Howard et il retourne au lac. Comme elle sait que tous ont besoin de la lumière de Sam, Astrid va toute seule envoyer le message à Caine.
L'obscurité remplit la Zone. Croyant qu’il n’y a plus aucun espoir, Albert décide de partir pour San Francisco de l'Île de Sales avec les missiles. Penny cimente les mains de Caine ensemble et s’appelle la Reine de Perdido Beach, traînant Caine dans les rues. Les résidents de Perdido Beach veulent Caine comme Roi en raison des circonstances sinistres et chassent Penny de la ville. Elle se réunit avec Drake, qui a capturé Diana et ils se dirigent vers le Gaiaphage. Quinn devient le chef provisoire de la ville.
Brianna, Jack, Dekka et Orc ne réussissent pas à trouver ou à arrêter Drake, et ce dernier rejoint le Gaiaphage. Jack est gravement blessé à la suite de sa tentative. Dans la tanière du Gaiaphage, Diana donne naissance à son bébé. Le Gaiaphage en prend possession.  Drake, Diana, Penny et le Gaiaphage (appelé Gaia par sa mère, Diana) retournent à Perdido Beach.
Astrid rencontre Cigare qui (grâce à ses nouveaux yeux) peut voir petit Pete. Ils marchent accidentellement dans un champ de vers. Cigare est mangé mais Astrid le discerne vivant et parle à Pete, qui connecte avec son esprit. Pete révèle que la barrière devient noire parce qu'il se meurt et que lui et le Gaiaphage sont connectés. Il se rend compte que sans son corps, il n'a pas le pouvoir d'abattre  le mur et qu'il a utilisé le pouvoir du Gaiaphage pour le créer.
Sam trouve Astrid et ils sont à la tête à la plage de Perdido Beach où ils libèrent Caine et retrouvent Quinn. Sam, Caine et Quinn sont à la tête de l’attaque contre Drake, Penny, Diana et le Gaia.
À l'extérieur, l'armée planifie d'essayer et détruire la barrière utilisant une bombe nucléaire. Le Sergent Darius Ashton révèle ceci à Connie Temple (la mère de Sam) et elle dit le publiquement. Après beaucoup de protestation, l'armée  décide d'arrêter l’explosion, mais une force invisible oblige le compte à rebours à continuer.
Pendant la bataille, Penny est tuée par Caine et Sam blesse Gaia. Immédiatement, la barrière devient transparente.  Sam tire de nouveau sur Gaia qui se brûle, mais qui est apparemment indemne. Elle, avec Diana et Drake, fuient la scène.
Les enfants de la Zone commencent à communiquer avec les gens à l’extérieur. Sam et les autres sentent le désespoir des parents qui se demandent où sont leurs enfants morts. Astrid se sent éloignée de sa famille et se rend compte que finalement c'est parce qu'elle n'est plus du tout la même. Sam et Astrid appartiennent maintenant l'un à l'autre et la Zone leur appartient aussi.

### Tome 6:La Lumière(Light)
Cela fait plus d'un an que toute personne ayant atteint l'âge de quinze ans a disparu de la ville de Perdido Beach, en Californie. Pendant ce temps, d'innombrables batailles ont été livrées. Des combats contre la faim et les mensonges, des batailles entre le bien et le mal. Des allégeances ont été gagnées, perdues, trahies, et gagnées de nouveau, les idéologies ont été brisées, les enfants de la Zone ont commencé à croire en leur nouvelle société, c'est la seule vie qu'ils connaîtront. Mais maintenant que les ténèbres ont trouvé un moyen de renaître, l'existence précaire qu'ils ont mise en place est susceptible d'être brisée pour de bon. La Zone s'écroulera. Est-ce que les enfants de Perdido Beach survivront à la chute du dôme ? À la fin du livre, Caine, après tant de souffrances infligées aux autres habitants du dôme, finit par se sacrifier en donnant son corps au petit Pete, pour que celui-ci se réincarne. Gaïa, en le comprenant, tente de le tuer, mais Pete, dans le corps de Caine, réagit au même instant et ils finissent par s'entre-tuer. Finalement, seuls trois des quatre personnages principaux s'en sortent: Sam, Astrid et Diana...
À la fin du livre, la vie des enfants survivants après la Zone est expliquée. Après avoir échappé aux déboires judiciaires, ils tentent de soigner les séquelles de ce traumatisme en vivant une vie ordinaire. Tous ont perdu leurs pouvoirs. Un film sera fait sur l'aventure tragique qui leur est arrivée, Histoire de la Zone.

### Tome 7:Monster(Monster)
À la suite du succès de sa précédente série (Gone), Michael Grant nous livre une nouvelle histoire d'adolescent qui se « transforme » en superhéros —et supermonstre— à la suite de l'ingestion d'un virus alien. Quatre ans après les événements du FAYZ, de nouvelles météorites frappent la Terre, et tout le monde est exposé à un étrange virus alien qui confère aux humains un super pouvoir unique. Certains adolescents deviennent des héros tandis que d'autre deviennent  dangereusement hors de contrôle avec leur nouveau pouvoir. Le monde est sur le point de devenir plus terrifiant que le FAYZ (Fallout Alley Youth Zone).et seul une bataille monstrueuse entre le bien et le mal pourra les sauver. On retrouve en vedette Dekka et encore plus personnages de la première heure, mais de nombreux nouveaux personnages seront également introduits.

## Personnages

### Samuel «Sam / Sammy» Temple dit «Sam du Bus» (School Bus Sam) et «Mains de Feu» (Fire Hands)
C’est un surfeur plutôt beau, mais assez discret. Il n'aime pas commander mais  à chaque fois qu'il se passe quelque chose les enfants se tournent vers lui. Sam a le pouvoir de projeter des rayons laser (flammes vertes) par ses mains et de créer des boules de lumières qui ne s'éteignent jamais. Sam sort avec Astrid Ellison. On l'appelle « Sam du Bus » parce qu'une fois, lors d'une sortie scolaire et alors qu'il n'était qu'en cinquième, leur chauffeur avait fait une crise cardiaque. Sam s'était emparé du volant et avait sauvé tout le monde. Au début du livre 1, il part avec Astrid, Edilio et Quinn, son meilleur (et seul) ami à la recherche de Pete, le frère d'Astrid. Peu après son retour, Caine prend les commandes et Sam devient chef des pompiers avec Edilio et Quinn. Il découvre un peu plus tard que Caine est son frère, alors que celui-ci l'enlève. Sam s'échappe (grâce à Quinn) et sauve Astrid des griffes de Drake avec Quinn et Edilio. Prenant fuite, ils font la connaissance de Lana, alors poursuivie par des coyotes. Drake les capture avec l'aide de Jack et les emmène au Pensionnat Coates avec d'autres mutants et leur immobilise les mains, source de leur pouvoir, dans du ciment. Astrid réussir grâce à Pete à faire disparaître tous les blocs de ciment et Sam en profite pour attaquer Drake, lui brûlant un bras. Il part ensuite vers Perdido Beach avec tous les mutants de Coates et se prépare à recevoir Caine, pendant ce voyage Sam remarque aussi qu'Edilio est prétendument tombé amoureux de Lana alors que les personnages principaux la connaissent à peine. Sam gagne aussi la Grande Bataille avec des difficultés majeures du fait de ses blessures graves, mais les coyotes, devenus le temps d'une bataille les alliés de Drake, ont fait de nombreuses victimes. Après la Grande Bataille, Sam est officiellement acclamé comme chef des enfants de Perdido Beach. Toutefois, le nouveau titre est livré avec un lot de nouvelles responsabilités. Le premier livre se termine par une sortie à la plage de Perdido Beach avec Astrid, par ailleurs c'est la sortie dont Sam rêvait depuis longtemps.
Dans le tome 2, Astrid remarque chez lui des symptômes de stress post-traumatique et elle est très inquiète pour lui. Sam est la seule barrière entre la vie paisible en ville et la folie meurtrière de Drake et les envies de pouvoir de Caine fidèlement aidé par Diana. Il comprendra le premier les intentions de Caine d'attaquer la Centrale, mais il se fera très gravement fouetter par Drake. Brianna vient le sauver et, aidé de Quinn, il va essayer d'empêcher Caine de nourrir le Gaïaphage. Ils finiront par s'allier contre L'Ombre et Drake à la fin du roman.
Dans le troisième tome, Sam décide qu'il est temps d'attaquer et de riposter aux attaques de Zil, le chef des anti-mutants. Il reste très traumatisé de sa rencontre avec Drake dans le deuxième tome et lors du retour de celui-ci parmi les vivants, Sam ne pense plus qu'à une chose : le tuer. Sam se fait aussi très fortement réprimander par Astrid qui l'accuse de vouloir être le juge, le jury et le bourreau. Par exemple, l'attention n'est pas centré sur lui dans ce roman puisqu'il semble en pleine crise existentielle. Les autres membres du conseil sont plus en vedette.
Dans L'Épidémie, DaBaby, Stunna 4 Vegas et Johnny Dang ont leur propre combat à mener alors qu'ils cherchent l'eau dont les enfants de Perdido Beach ont désespérément besoin. Il est très frustré du refus d'Astrid d'avoir une vie sexuelle alors il embrasse Taylor une fois lorsqu'il est saoul. Il le regrettera et ne cessera de penser à Astrid, même si elle n'est plus tout à fait elle-même. Arrivé au lac Tramonto, ils feront la connaissance de Toto, un mutant détecteur de mensonges, retenu dans un centre d'étude des mutants. Il fera aussi face à Drake et son armée d'insectes mais il réussira à s'enfuir en bateau avec Dekka, Jack et Toto. À la fin, il deviendra le leader des 88 personnes qui viennent avec lui au lac plutôt que de rester à Perdido Beach sous la coupe de Caine.
Dans La Peur, Sam est le dirigeant de Perdido Beach. Il sera l'un des premiers à voir la tache noire qui s'étend sur le mur de la Zone. Il essaiera de l'identifier avec Astrid, mais sans succès. Astrid part alors vers Perdido Beach pour envoyer un message de la part de Sam qui veut offrir ses soleils dans la noirceur grandissante. Lorsque Diana se fait enlever par Drake, il partira à leur recherche, mais sans réel succès puisqu'il tombera sur Astrid. Finalement, Caine, Quinn et lui se réuniront pour essayer de stopper Diana, Gaia, Drake et Penny. Il était en train d'essayer de carboniser Gaia lorsque le mur de la Zone est devenu transparent, et tout le monde, y compris sa mère, le voit, choqué. Il craint le jugement, mais il fait ce qu'il a à faire, c'est-à-dire brûler le corps de Penny avant de retourner au Lac avec Astrid. Dans 
La Lumière, il part avec Caine à la recherche de Diana, Drake et Gaïa.
À la fin de La Lumière (tome 6), Sam se voit émancipé légalement malgré ses 16 ans et vit dans une maison avec Astrid, dans laquelle ils hébergent également Diana. Leurs ressources proviennent du travail d'Astrid pour le livre Histoire de la Zone.

### Caine Soren, né David Temple dit «Leader Sans Peur» (Fearless Leader)
C'est le jumeau de Sam, sans qu'on le sache jusqu'à environ la moitié du premier tome et il est aussi le principal antagoniste de l'histoire. C’est un adolescent du Pensionnat Coates, qui semble être une personne agréable au premier abord. Il est décrit comme beau, entreprenant, bienveillant et capable d'obtenir facilement ce qu'il désire. Il est vite découvert lorsqu'il a l'intention de gouverner la Zone avec l'aide de Diana et Drake. Lui aussi possède un pouvoir : il est télé-kinésiste. Avec Drake, il emprisonne les mains des mutants du pensionnat dans le béton afin qu'ils ne s'élèvent pas contre lui. Diana est la seule personne qu'il considère comme importante malgré ses pouvoirs moindres et autant dans le tome 2 que dans le 3, il risque tout pour la sauver d'une mort certaine à cause des sentiments qu'il éprouve pour elle.
Dans le tome 2, Caine risque de perdre sa santé mentale car l’Ombre s'est infiltrée à l'intérieur de sa tête et le conduit lentement au bord de la folie. Il s’empare donc de la centrale nucléaire pour voler les barres de combustible d'uranium afin d’alimenter l’Ombre, ce qui peut exposer toute la Zone au danger de puissantes vagues radioactives, mais va du côté de Sam lorsque Diana est blessée par Drake, et le tue, du moins c'est ce qu'ils croient. Ensemble, Sam et Caine vont combattre l’Ombre mais après que Drake l'a torturé, Sam est à bout de force et c'est Duck - un garçon ayant le pouvoir de contrôler sa densité moléculaire et donc s'élever dans les airs ou s'enfoncer dans la terre à volonté - qui sauve Lana du gaïaphage au péril de sa vie.
Dans Mensonges, sous les conseils de Bug, Caine mène son équipe affamée et écœurée de manger de la chair humaine vers une île.
Dans le tome 4, il profite de l'île et de ce qu'elle contient jusqu'à ce que Quinn vienne le chercher, la situation étant rendue trop catastrophique à Perdido Beach. Une fois arrivé là-bas, il déclare qu'il est leur roi. Au côté de Brianna, il affronte les insectes jusqu'à ce que Pete les fasse disparaître. On apprend aussi qu'il a mis Diana enceinte. Il reste pour gouverner Perdido Beach alors que Sam amène avec lui jusqu'au lac les enfants qui ont choisi de le suivre .
Dans La Peur, on voit Caine exercer sa fonction de roi alors qu'il condamne Cigare à une journée avec Penny. Le pauvre devient fou et s'arrache les yeux, Caine est donc en proie à une sorte de rébellion de la part de Quinn. Il se fait ensuite trahir par Penny qui bloque ses mains dans du ciment, comme lui l'avait fait aux mutants du Pensionnat Coates. Les enfants de Perdido Beach l'aident à s'en défaire, mais l'expérience est très longue et douloureuse. Lana l'aide, mais il est décidé à se venger. En cherchant Penny avec Lana et Quinn, il tombe sur Sam et Astrid. Aux côtés de son frère, Caine affrontera Drake, Penny, Diana et sa propre fille. Caine prendra finalement sa revanche en écrasant un bloc de ciment sur la tête de Penny qui meurt sur le coup. Lorsque la paroi de la Zone devient transparente, il regarde sa mère un instant, puis s'en retourne à Perdido Beach.
Dans le sixième tome, il quittera Perdido Beach pour partir à la recherche de Gaia avec Sam. Le gaïaphage a encore une emprise mentale sur lui, et il le maîtrise, l'empêchant de combattre. À la fin du sixième tome, il se sacrifie pour que le Petit Pete se réincarne dans son corps. Il écrit également une lettre disant que tout est de sa faute, et qu'il possédait un pouvoir que tout le monde ignorait, celui d'être capable de contrôler les agissements des autres, dans l'optique de sauver les autres enfants d'éventuels déboires judiciaires à leur sortie. Dans la lettre, il est précisé : "Diana, par exemple... Si elle a fait du mal, c'est malgré elle". Il écrira aussi une lettre pour Diana, qui la gardera précieusement. De plus on apprendra qu'il est le frère jumeau de Sam c'est-à-dire qu'ils ont le même père.

### Astrid Ellison dite «le Petit Génie» (The Genius)
Astrid le petit génie, comme elle est appelée, est la plus intelligente jeune fille de l'école et peut-être de tout Perdido Beach. Elle est connue pour son intelligence et est également très belle. Elle a de fins cheveux blonds, des yeux azur et aime s'habiller en blanc. Elle est souvent la voix de la raison quand il s'agit de ceux qui ont le pouvoir. Elle a été la première à soupçonner Caine comme quelqu’un de mauvais. 
Dans Gone, Astrid encourage, met en garde et rassure Sam lors des premiers moments de la Zone, lorsque Sam est mis à rude épreuve. Elle finit donc par embrasser Sam (au milieu du livre) et à sortir avec lui (à la fin du livre). Elle est aussi la seule personne qui sait communiquer correctement et dans le respect avec Pete, son petit frère autiste sauf que ce respect est mis à l'épreuve lorsque Drake la capture.
Dans La Faim, elle n'a pas un très grand rôle jusqu'au moment où elle se fait attaquer par Zil et sa Bande des Humains. À la fin du deuxième tome, elle prend en partie la relève de Sam, mais dans le troisième, lorsqu'elle voit que ça lui monte à la tête et qu'elle s'éloigne de Sam, elle démissionne du Conseil.
Dans l'Épidémie, Astrid se bat avec la forte envie de tuer son frère pour que la Zone finisse. Après que petit Pete nivelle le dernier étage de leur maison et cause une pluie torrentielle, elle et Orc fuient au pensionnat Coates. Astrid se sauve de Coates parce qu'elle ne peut pas supporter petit Pete. Lorsqu'elle y retourne, elle trouve Drake et ses insectes en train d'attaquer Orc et Pete. Elle finit par jeter Pete aux insectes, convaincue qu'ainsi la Zone disparaîtra, mais ce n'est pas le cas. Lorsqu'elle s'en rend compte, elle perd les pédales et part seule dans son coin.
Dans le cinquième tome, Astrid a considérablement changé. Elle n'a plus rien de la bonne petite chrétienne. Elle vit seule dans le parc Stefano Rey, mais lorsque la paroi commence à noircir, elle repart vers Sam pour l'aider. Ils essaient ensemble d'identifier le problème, mais sans résultat. Plus tard, après l'échec de Mohammed, elle décide d'aller porter elle-même le message de Sam à Perdido Beach. Sur le chemin, elle croise Cigare qui a développé une sorte de pouvoir depuis qu'il n'a plus de yeux. Il est en effet capable de voir Pete qui est devenu une sorte de conscience externe. De Pete, Astrid apprend que la Zone fut créée en utilisant le Gaiaphage et que Pete ne peut pas détruire la Zone. Alors qu'ils marchaient dans les ténèbres, Cigare tombe dans un champ de vers et meurt. Sam trouve Astrid à ce moment. Ensemble, ils iront retrouver Caine et chercher Gaia. Astrid partit avant que le combat commence, car elle savait bien qu'elle les gênerait. Une fois que la paroi est devenue transparente elle regarde ses parents et se rend compte à quel point ils sont différents maintenant. Ils lui demandent où est Pete à l'aide de carton et elle leur répond qu'elle l'ignore. Astrid part ensuite avec Sam au Lac.
Dans le sixième tome, elle se fait torturer par Drake, et essaye de trouver une solution de vaincre Gaia sans sacrifier Sam et Pete. Finalement Pete se sacrifie de lui-même et elle par vivre avec Sam. Ensemble, ils hébergeront Diana à la suite de la mort de Caine.

### Diana Ladris dite «la Sorcière»(the Witch)
Assistante en chef de Caine, elle est décrite comme très séduisante avec de longs cheveux noirs et de jolis yeux bruns. Elle a le pouvoir de définir le niveau de puissance des pouvoirs des mutants qu’elle transcrit en nombre de barres comme pour la réception téléphonique. Elle est généralement traitée de sorcière par les enfants de Perdido Beach mais Caine est amoureux d'elle malgré tout. Pour preuve, il l'a embrassée avant que Diana le rejette quelques secondes plus tard. Elle reste avec lui car "la mauvaise fille se retrouve avec le mauvais garçon". Elle n'a jamais "lu" la personne la plus puissante de la Zone : le Petit Pete qu'elle  croit doté de « sept barres ».
Dans le deuxième tome, Diana s’occupe et soigne Caine et essaie de l'empêcher de succomber à la volonté de l'Ombre. Elle se rase les cheveux pour aller chercher Jack, sous ordres de Caine. Elle est blessée mortellement par Drake, mais Caine l'emmène auprès de Lana après avoir libéré cette dernière du corps du gaïaphage grâce à Duck.
Dans le troisième tome, elle, Caine et les autres enfants de Coates meurent de faim. Ils partent donc sur l'Île où vivent Sanjit et sa famille, en quête de nourriture. Elle risque gros pour aider la famille de Sanjit à s'échapper.
À la fin d'Épidémie, il est révélé qu'elle est enceinte de Caine, mais elle le laisse quand même pour aller du côté de Sam.
Dans le cinquième tome, Diana subit une grossesse anormale. Son bébé grandit trop vite. Drake vient la capturer un peu plus tard, sous ordre du Gaiaphage qui cherche à renaître. Le chemin jusqu'au Gaiaphage et l'accouchement lui-même est pénible, mais lorsque Gaia sort, Diana se fait hypnotiser. Gaia la guérit de ses blessures alors Diana l'emmène à la paroi, assisté de Drake et Penny. Gaia crée toutes sortes d'atrocités, mais Diana, complètement hypnotisée, l'assiste. Une fois la paroi de la Zone devenue transparente, Diana suit Gaia sans un regard vers l'extérieur.
Dans le sixième tome, elle sauve une grande partie des habitants du Lac en s'enfuyant pour les prévenir de l'arrivée de Gaïa. Elle survit à la chute de la Zone, et va vivre avec Sam et Astrid. Elle conserve une lettre de Caine qu'elle relit chaque jour en pleurant.

### Lana Arwen Lazar  dite «la Guérisseuse» (The Healer)
Lana est une jeune fille envoyée par ses parents chez son grand-père pour avoir tenté de voler une bouteille de vodka pour son petit copain. Mais son grand-père se volatilise alors qu'ils sont en route vers sa cabane, et Lana est gravement blessée lors de la chute de la voiture dans un ravin. Elle découvre après plusieurs heures de souffrances, dues entre autres à son bras cassé, qu'elle est capable de guérir : en effet, son chien, dont elle a touché la plaie béante faite par une morsure de puma, est parfaitement guéri. Elle arrive alors à soigner ses nombreuses blessures. Plus tard, Lana et Pat, son chien, se réfugient dans une cabane abandonnée par un ermite (Jim L'Ermite qui était chercher d'or et qui s'est fait tuer par les coyotes) et elle fait la rencontre de coyotes pouvant parler. Ils lui présentent l'Ombre. Elle rencontre peu après les enfants de Perdido Beach à qui elle s'allie et qui la surnomment « la Guérisseuse ». Elle est ensuite pris en otage par Caine et Drake mais est libre vers la fin du premier tome. L'Ombre la tient sous sa coupe depuis leur première rencontre et se sert d'elle pour donner à Drake son tentacule. 
Dans La Faim (tome 2), Lana s’isole de la ville pour éviter d'être constamment demandée à guérir des blessures mineures comme des dents qui bougent. Comme elle l'a fait pour Caine, l’Ombre s'est immiscée dans sa tête, et Lana conçoit des plans pour le tuer en faisant exploser la mine qui l'abrite. Finalement, elle échoue et tente de se suicider par empoisonnement par radiation - grâce à l'uranium que Caine a lancé dans la mine pour nourrir le gaïaphage-, mais la volonté du gaïaphage est plus forte et elle fusionne avec lui contre sa volonté. Elle est libérée par Duck et Caine - accompagnés par Sam, presque mourant à cause des coups de fouets prodigués par Drake.
Dans Mensonges (tome 3), elle commence à fumer et à boire, mais elle vient toujours en aide aux gens qui en ont besoin. L'Ombre est toujours en communication avec elle.
Dans L'Épidémie (tome 4), Lana est intéressée par Sanjit, un garçon au passé horrible. Ils partent avec Sam au lac à la fin du livre.
Dans La Peur, on apprend qu'elle est revenue vivre avec Sanjit et la famille de ce dernier au Clifftop. Elle aidera beaucoup Caine à guérir ses mains après que Penny les a enfouies dans du ciment. Elle partira avec Quinn et Caine à la recherche de Penny, mais partira avant la bataille.
Dans La Peur (tome 5), Lana a la preuve que le Gaïaphage veut un nouveau corps, celui du bébé de Diana Ladris.
Dans La Lumière (tome 6), Lana continue de venir en aide aux blessés grâce à son pouvoir de guérison, avant de devenir une des survivantes de la Zone. Après sa sortie, elle revoit deux fois les autres enfants de Perdido Beach, puis part s'installer loin de tous.

### Drake Merwin dit «Fouet» (Whip Hand)
Un adolescent de Coates, qui a la responsabilité de prendre soin du sale travail de Caine. Il garde avec lui une arme à feu et l'utilisera si nécessaire. Il est sadique, évoqué à maintes reprises comme un psychopathe, et aime à infliger la douleur ou même la mort de nombreux enfants dans la Zone. Son bras est brûlé par Sam et coupé à la tronçonneuse par Diana pour son bien dans le tome 1, et l’Ombre lui accorde un tentacule rouge (le "fouet" qui lui donne son surnom) grâce à Lana qu'il manipule, qu'il utilise comme une arme pour torturer et tuer les autres adolescents. Drake se bat contre Orc lors de la Grande Bataille juste avant le repas de Thansgiving qui a lieu dans l'épilogue du tome 1.
Dans le deuxième tome, Drake sert volontiers le Gaïaphage, conteste souvent l'autorité de Caine, profitant de l'instabilité mentale de celui-ci. Drake tue presque Sam, mais une partie de son « fouet » est sectionné par Brianna, l'une des mutants fidèles de Sam. Il blesse grièvement Diana mais Caine le tue.
Cependant, il partage un corps avec Brittney dans le tome 3 ce qui va semer le doute parmi les enfants de Perdido Beach qui pensent halluciner. Il est finalement attrapé par Sam lorsque Brittney reprend le contrôle du corps et retenu en captivité chez Orc.
Dans le quatrième tome, il s'échappe et rejoint l'Ombre afin de se débarrasser de Brittney et tuer Sam. Il part avec une armée d'insectes géants à la recherche de Sam et envoie le reste de ses insectes tuer tout le monde à Perdido Beach. Pete fait disparaître les insectes et Drake échoue à tuer Sam.
Dans La Peur, le Gaiaphage l'envoie capturer Diana. Sur le chemin du retour il croise Penny et tous les trois retourne vers la mine. Il assiste ensuite Gaia vers l'enceinte. Il affrontera vaguement Sam et Caine, mais son but premier reste de conduire Gaia là où elle veut aller.
Dans La Lumière (tome 6), il suit Gaia et Diana et s'enfonce dans la nuit. Gaia a continuellement faim et c'est lui qui doit aller lui chercher à manger. Il tombe alors sur Brianna qui le coupe en morceaux et les disperse dans des endroits très éloignés. À l'aide d'Astrid et de Dekka, elle lui enferme la tête dans une glacière, mais il est toujours vivant. Après avoir été libéré, il trouve Astrid et la torture mais celle-ci réussit à s'échapper. Quand la Zone tomba, ses membres se détachèrent et il mourut pour de bon.

### Peter Michael Ellison dit «le Petit Pete» (Little Pete), «l'Attardé» (Pe-Tard), 《Pete》 et «Némésis»
C'est le petit frère d’Astrid. Il est autiste et est décrit comme étrange, son pouvoir serait estimé supérieur à tous, de 7 à 10 barres par Astrid et Sam (Sam et Caine, les plus puissants, sont à 4 barres environ). C’est un mutant ayant la capacité de se téléporter, créer des monstres, voler, mais aussi bien d’autres pouvoirs. Il a été en mesure d'étrangler Sam à travers une certaine force. Sam, Edilio et Astrid découvrent à l'aide d'une cassette de sécurité à la centrale nucléaire, qu’il est le créateur de la Zone. (Ou, du moins, des disparitions.) Il est presque complètement indifférent et maintient son attention sur un jeu vidéo sur sa Game Boy. Il est également en contact avec l’Ombre pendant ses rêves.
Dans le troisième tome on apprend que c'est lui que l'Ombre appelait Némésis. Le Petit Pete est d'ailleurs contrôlé par celui-ci par le biais de son jeu vidéo.
À la fin de L' Epidémie, Astrid le jette aux insectes pour qu'il les détruise et Pete et eux disparaissent. Cependant, il est révélé que Pete est toujours vivant, mais sans avoir besoin d'un corps. Cela lui rend le monde moins douloureux et amène l'Ombre à le craindre encore plus.
Dans La Peur, Pete s'amuse à toucher les gens et de ce fait transforme inconsciemment leur code génétique, ce qui se traduit par des mutations de différentes sortes sur le corps des personnes touchées. Il change notamment Taylor en une créature dorée. Les yeux endommagés de Cigare permettent au Petit Pete de communiquer avec sa sœur avant de disparaître. Il affirme ne pas pouvoir détruire le dôme.
Dans le dernier tome, il est la personne la plus crainte du gaïaphage car il a peur qu'il s'incarne. Après que l'Ombre l'a frappé, il perçoit ce geste comme une attaque et prend possession du corps de Caine. Il finit par réduire Gaia en cendres en se sacrifiant aussi lors d'un ultime combat entre les deux "dieux".

### Albert Hillsborough
Albert est décrit par les autres enfants comme le milliardaire de la zone. En effet c'est un homme d'affaires. Il utilise d’abord le McDonald's qui a été laissé vacant, en fournissant des repas cuisinés aux enfants, jusqu'à ce qu'il manque de nourriture.
À sa place, dans La Faim, il ouvre le McClub : un endroit où les enfants peuvent faire la fête pour le prix de piles ou de papier hygiénique. Il a ensuite l'idée de créer un système monétaire sachant que personne ne voudra travailler gratuitement. Utilisant l'or de la cabane de Jim l’Ermite, il en fait des pièces de monnaie à partir d'un moule de balles de pistolet, que Howard surnomme "Bertos".
Il est très respecté dans la ville; il fait d'ailleurs partie du Conseil dans Mensonges.
Dans le quatrième tome, les rescapés de la Bande des Humains tenteront de le tuer, mais il est sauvé par Lana. À la fin il prouve à tous qu'il est le plus important de la Zone et oblige Caine à le permettre de gérer ses affaires autant avec lui qu'avec Sam.
Dans La Peur, Albert s'enfuit après avoir vu Caine emplâtré. Il amène avec lui quelques jolies filles et des missiles et part s'installer sur l'île d'où venait Sanjit et sa famille.
Dans La Lumière (tome 6), il revient finalement pour aider Quinn et Caine à remettre les enfants au travail. Il est l'un des survivants de la Zone, et deviendra à sa sortie très médiatisé.

### Edilio Escobar
Un nouvel élève qui prouve rapidement son efficacité dans la Zone. Il se dispute la moitié du temps avec Quinn dans le tome 1 (Quinn fait des plaisanteries de très mauvais goût sur le fait qu’Edilio est d'origine hondurienne). Il est chargé d'enterrer les cadavres et est responsable de la sécurité de Perdido Beach. Il dispose d'une équipe fidèle à qui il apprend le tir avec des armes à feu. Il est également la principale source de transport pour Sam, car il conduit très bien (il apprend à conduire le camion de pompiers dans le tome 1). Il est responsable de la caserne avec Quinn et Sam après que Caine est devenu maire de Perdido Beach. On voit aussi qu'Edilio est soi-disant amoureux de Lana lorsque Sam et sa bande vont faire leur retour à Perdido Beach après avoir libérés les "dégénérés" comme les appelle Caine. Edilio béguaie et ne finit même pas sa phrase à partir du moment où il parle avec Sam de Lana.
Dans le tome 2, il devient shérif et progressivement le meilleur ami de Sam. C'est aussi son bras droit.
Dans Mensonges, il fait partie du Conseil. Il soutiendra Sam tout autant que le reste du Conseil et sauve plusieurs vies lors de l'incendie.
Dans le quatrième tome, c'est lui qui dirige la Zone. Il tombe malade un moment, mais survit. C'est aussi lui qui envoie Quinn chercher Caine lorsqu'ils se font attaquer par des insectes. Il part avec Sam au lac à la fin du livre.
Dans le cinquième tome, il est révélé comme amoureux de Roger, avouant des sentiments (réciproques) pour ce dernier. Il aide Astrid et Sam à identifier les taches noires sans succès. Il restera au Lac pour le reste du livre.
Dans le sixième tome, il combat aux côtés de son armée mais manque le piège tendu à Gaia, ce qui coûtera la vie à la moitié de ses soldats. Malgré cela, Edilio est un des survivants de la Zone. À sa sortie, il retrouve son petit ami Roger blessé et patiente jusqu'à sa guérison.

### Dekka Talent
Une jeune mutante afro-américaine de Coates. On nous révèle qu'elle a l'habitude d'en venir aux mains mais que ses parents l'en décourageaient. On nous révèle aussi qu'elle a atterri au pensionnat car un professeur a averti ses parents qu'il avait aperçu Dekka embrasser une fille sur un parking de restaurant. Elle a le pouvoir de diminuer plus ou moins la gravité, mais cela ne s'applique pas à de grandes surfaces. Elle est très fidèle à Sam. Elle fut malmenée par les coyotes dans La Faim, mais fut sauvée de justesse par Lana. On nous révèle dans le tome 2 qu'elle est lesbienne et a des sentiments pour Brianna (la Brise). Mais celle-ci pense que cela est loin d'être réciproque.
Dans Mensonge, elle tue Zil, chef de la Bande des Humains et persécuteur de mutants en lui faisant faire une chute monumentale. Elle tombera malade un moment, mais elle aidera quand même à stopper le feu lors de l'incendie. Elle fait elle aussi partie du Conseil.
Dans L'Épidémie, elle est gravement blessée. En effet, elle se fait dévorer de l'intérieur par des insectes lors de leur quête d'eau potable, mais Sam, Brianna et Lana la sauvent. Elle avoue finalement ses sentiments à Brianna. À la fin elle part à Tramonto avec Sam.
Dans le tome 5, Dekka essaiera d'aider Diana en arrêtant Drake, mais dans le noir complet de la Zone elle se perd. Elle croise Brianna et s'explique avec elle (Brianna l'a ignorée pendant 4 mois après que Dekka a avoué ses sentiments). Elle tombe sur Penny un peu plus tard et cette dernière la fait énormément souffrir par les illusions qu'elle crée. Un peu plus tard, Orc tombe sur elle et ils reprennent leur route dans le noir.
Dans le sixième tome, déchirée par la mort de Brianna et à sa sortie de la Zone, elle entre en contact avec les parents de Brianna, qui lui offrent une photo de leur fille.

### Brianna Tation dite «la Brise» (the Breeze)
Brianna à des cheveux roux et des yeux émeraudes. À 13 ans, elle est capable de se déplacer si rapidement qu'elle en devient quasiment invisible. Sa vitesse de pointe est en partie inconnue (elle court à peine moins vite qu'une balle de pistolet, ce qu'elle a pu tester avec l'aide de Jack dans le tome 2), mais elle peut courir plusieurs kilomètres en un clin d'œil. Seul problème : les semelles de ses chaussures qui ne supportent pas très bien ses déplacements super rapides et son peu de calories - dû au manque de nourriture dans la Zone - brûlées rapidement. Elle possède un caractère flamboyant et est très arrogante. Jack le Crack et Dekka ont le béguin pour elle.
Dans le deuxième tome, elle sauve la vie de Sam, sur le point d'être battu à mort par Drake, en coupant son bras-fouet et va chercher Duck sur son ordre pour qu'il puisse piéger le Gaïaphage. Elle sera contaminée par la radioactivité, mais Lana la sauvera.
Dans Mensonges, elle abritera un moment Brittney sous son toit. Plus tard dans le roman, elle attrape la grippe de Jack.
Elle sort officiellement avec Jack dans l'Épidémie. Quand Dekka avoue à Brianna ses sentiments envers elle, celle-ci commence à l'éviter. C'est grâce à elle et Caine que les insectes n'ont pas dévoré tout le monde. Elle part au lac avec Sam à la fin du livre.
Dans La Peur, elle ignore totalement Dekka, déstabilisée par ses sentiments. Elle la croisera dans le désert, et lui avouera qu'elle ne connait pas son orientation sexuelle, n'est qu'une gamine, et considère Dekka comme une « sœur d'armes ». Elle essaiera d'aider Diana, mais dans le noir complet de la Zone, utiliser son pouvoir pourrait être fatal. Elle réussit quand même à les rejoindre dans la mine et c'est même elle qui aidera Diana à accoucher. Par contre, elle est impuissante face au Gaiaphage et lui remet le bébé. Elle survit et s'affiche même en spectacle devant les parents de l'autre côté de la Zone en utilisant ses pouvoirs.
Dans le sixième tome, elle découpe la tête de Drake et la met dans une glacière qu'elle perce avec un tournevis et qu'elle leste pour la mettre au fond du Lac, puis elle part éparpiller les morceaux de son corps un peu partout dans la Zone. Elle sauve la vie des enfants au Lac en affrontant courageusement Gaia, puis elle est évacuée à cause de ses graves blessures. Elle affronte Gaia une seconde fois, mais cette fois-ci elle y succombe sous les yeux de Dekka et de Jack. Son corps repose sans vie troué par un rayon laser au milieu de la poitrine.

### Charles Merriman dit «Orc»
Il est un demi-homme, qui semble fait de gravier, excepté une zone près de sa bouche. Il s'est transformé à cause d'une attaque de coyotes mutants à la fin du premier tome. Sa peau de gravier le rend invulnérable à la plupart des blessures et lui donne aussi une force surhumaine. Il développe un problème d'alcool et se fera payer en bière afin d'accomplir certaines tâches, telle la récolte des légumes dans les champs infestés de vers. Ce problème d'alcool empire lorsqu'il déprime car il a tué Betty sans le vouloir.
Dans le deuxième tome, il sauve Astrid et Hunter lorsque la bande des humains tente de les tuer.
Dans le tome 3, il aide Edilio, Jack, Dekka, Taylor et Ellen à stopper le feu et à sauver les enfants prisonniers des flammes. Ensuite, Sam confine Drake (qui partage son corps avec Brittney) dans le sous-sol de sa maison car il est le seul (à part Caine et Sam lui-même) à pouvoir se mesurer à lui.
Dans L'Épidémie, il laisse échapper Drake/Brittney de leur prison alors qu'il est provoqué par Jamal. Par la suite, il sauve Pete et Astrid des rescapés de la Bande des Humains. Astrid et Pete partent avec Orc jusqu'au Pensionnat Coates (là où se trouve la distillerie de Howard) où il essaie de se suicider en buvant. Il tente de sauver Astrid lorsque Drake vient les attaquer, mais il se fait lui-même sauver par Jack. Il part, accompagné d'Howard, avec Sam au lac.
Dans le cinquième tome, Orc arrête de boire et se met à lire la Bible. Il est secoué par la mort d'Howard, mais part quand même essayer de trouver Diana. Plus tard il tombera sur Dekka et ils continueront leur chemin ensemble.
Dans le sixième tome il affronte Gaia plusieurs fois, avant de se faire détruire par l'un des missiles tirés par Caine. Ironiquement, son corps de gravier fait plus ou moins bouclier à Gaia et la protège.

### Jack dit «Jack le Crack» (Computer Jack)
C'est un véritable génie de l'informatique et technologie. Il reste auprès de Caine par peur, puis se soumet aux volontés de Diana. Elle le découvre doté de 2 barres et le menace de le révéler à Caine: il a une force extraordinaire mais ne souhaite pas le dévoiler car il a peur d'avoir les mains emprisonnées dans le béton comme les autres mutants de Coates. Diana renoncera à le dénoncer en échange de son obéissance totale, acceptant même de le couvrir. Sur ses ordres, il se range plus tard du côté de Sam, car Diana craint pour sa propre sécurité.
Dans La Faim, Diana - sur les ordres de Caine - vient le chercher alors que Diana l'a aidé à fuir dans Gone (tome 1). Frustré contre Sam, il accepte de les aider. Il se battra plusieurs fois avec Drake parce qu'il installe des fils destinés à tuer Brianna, mais finalement Caine le calmera. Il coupera le courant à Perdido Beach et aidera à extraire l'uranium de la Centrale que Caine veut aller donner à l'Ombre. À la fin du livre, il revient du côté de Sam.
Il a le béguin pour Brianna et ils auront ce qui ressemble à une relation dans le troisième tome. Il sera aussi de ceux qui aideront à arrêter le feu que la Bande des Humains a allumé.
Dans L'Épidémie, il partira avec Sam et Dekka à la recherche d'eau potable. À la fin, il reste du côté de Sam.
On ne le voit pas beaucoup dans La Peur car il se fait gravement blesser par Drake alors qu'il essayait d'aider Diana.
Dans Lumière, il refuse au début de combattre le Gaïaphage, de peur d'être gravement blessé à nouveau. Finalement, Edilio le convint d'aider les enfants en lui faisant comprendre que tout le monde risque de mourir. En soulevant Sam qui est atrocement blessé, Jack reçoit une balle dans le milieu de son dos qui le paralyse et le tue peu après.

### Gaïaphage dit «l'Ombre» (The Darkness)
«Gaïa» vient du mot «Terre» ou «Monde», «Phage» vient de la signification «qui se nourrit de...»
L'Ombre est décrit dans le premier livre comme une créature terrifiante vivant dans les collines. Lorsqu'un contact mental est fait avec le Gaïaphage, il reste dans la tête de ses victimes et les manipule afin d'obtenir ce qu'il veut (comme avec Lana, Orsay et Caine). C'est lui qui força Lana à donner à Drake son bras fouet.
Par le biais de Caine dans le deuxième tome, on comprend que l'Ombre se nourrit d'uranium. Il lance plusieurs appels à Lana, Pete et Caine, leur murmurant sans cesse "Faim dans le noir". Finalement, Caine, Drake, Diana et Jack le nourriront, mais la mine se fera détruire par Duck Zhang.
Dans le tome 3, il sera personnalisé par Nerezza, un avatar créé par Pete. Nerezza influencera Orsay à manipuler tout le monde avec ses visions (avant de la tuer) et encouragera Zil à attaquer Perdido Beach de nouveau à la fin du livre. Astrid tuera Nerezza.
Dans L'Épidémie, l'Ombre explique à Brittney qu'il est une créature extraterrestre provenant d'une autre planète. En heurtant la centrale électrique, il a enfoui avec lui une bonne quantité d'uranium et est entré en contact avec l'ADN humain grâce au corps d'un employé de la centrale mort lors de la collision de la météorite avec un réacteur de la centrale. Le tout aurait muté et aurait créé l'Ombre et infecté les plus susceptibles de muter à Perdido Beach : les enfants. Tel qu'il le demande à Drake, le Gaïaphage est bien déterminé à tuer tout le monde dans la Zone.
Dans La Peur, l'Ombre se cherche un corps vu que celui de Pete n'est plus accessible. Il réussit finalement à renaître en tant que l'enfant de Diana, Gaia. Elle est très puissante.
Dans La Lumière, Gaia grandit à un rythme anormalement élevé. Elle est adolescente quand elle attaque Perdido Beach. On en apprend aussi un peu plus sur ses intentions meurtrières et son sadisme, elle explique également a Diana pouvoir provoquer les mutations et tenir ses pouvoirs de ceux des enfants prisonniers de la Zone. Le Gaïaphage est finalement détruit par le Petit Pete ayant pris possession du corps de Caine.

### Brittney Donegal dite «la Zombie»
Brittney est à la base une jeune fille normale de la Zone, dont le frère (Tanner) fut tué par les coyotes dans le premier tome. Elle est devenue une des soldates d'Edilio responsable de la Centrale Nucléaire. Lors de l'attaque de la Centrale par Caine, Drake, Jack et Diana, elle est "tuée" par une balle tirée par Drake et écrasée par une énorme porte de la Centrale. Brittney sait qu'elle est morte puisque son cœur ne bat plus et elle ne respire plus. Elle dit être un ange envoyé pour combattre le démon - en outre, elle partage son corps avec Drake malgré elle. Elle est tantôt Drake, tantôt Brittney. Pendant longtemps, elle a été "prisonnière" dans sa tombe vu que, la croyant morte (ce qu'elle aurait dû être), Edilio l'a enterrée.
Dans L'Épidémie, elle supplie d'abord Sam de la tuer et de mettre fin à sa souffrance et à la vie de Drake, mais il refuse. Finalement, la créature Drake/Brittney parvient à s'échapper de la cage dans la maison d'Orc. Ils vont à la mine, elle rencontre l'Ombre qu'elle prend pour Dieu et s'allie à Drake. C'est à elle qu'il expliquera ses desseins.
Dans le cinquième tome, elle n'aura pas un grand rôle. Elle se contentera d'assister Drake à s’emparer de Diana. Même chose dans le sixième tome.

### Quinn Gaither dit «le Pêcheur»
Un surfeur, qui, bien que plus grand et plus fort que son meilleur ami Samy n'a pas le courage d'accomplir des responsabilités et des actes comme Sam. Il s'appuie sur les orientations de celui-ci la plupart du temps, chaque fois qu'il fait des choses pour lui, il finit par se confondre ou être effrayé. En compagnie d'Edilio et Sam, il tiendra la caserne. Il s'alliera à Caine durant un moment avant de revenir du côté de Sam.
Il se découvre un talent pour la pêche et commence à attraper des poissons avec une équipe sous ses ordres pour les vendre à Albert. Il a le béguin pour Lana et partage une relation particulière avec elle.
Malgré le fait qu'il s'éloigne considérablement de Sam, il défend le point de vue de celui-ci en discutant avec Albert dans le troisième tome.
À la fin de L'Épidémie, c'est lui qui va chercher Caine sur son île sous l'ordre d'Edilio. Il reste à Perdido Beach pour continuer à pêcher.
Dans La Peur, il organisera une grève contre Caine à cause de ce qu'il a fait subir à Cigare, mais il finira par l'assister dans la quête de Penny. À la fin, Sam propose à Quinn de diriger Perdido Beach, mais il refuse.
Dans Lumière, il ira notamment chercher Albert sur son île pour le convaincre de revenir, et il sauvera Sam après qu'il s'est fait blesser par Gaïa. Après la Zone, il l'aidera également à s'enfuir de l’hôpital pour grands brûlés dans lequel il était enfermé.

### Sanjit Brattle-Chance dit «Wisdom»
On apprend son existence dans le troisième livre. Lui et sa famille vivent sur une île appartenant à deux acteurs très riches dans l'enceinte de la Zone. Ils décident de partir vers la ville à cause d'un de leurs petits frères malade. Sanjit essaie donc d'apprendre à piloter l'hélicoptère qu'il y a sur le yacht de leurs parents adoptifs. L'arrivée soudaine de Caine et sa bande les presse et après les avoir endormis avec un somnifère dissimulé dans la nourriture et les avoir attachés, à l'exception de Diana, ils décident de partir. Diana les sauve en suppliant Caine de les laisser partir parce qu'il y a des enfants à bord, mais comme ça ne marche pas elle se jette de la falaise pour que Caine la sauve et que Sanjit et ses frères soient sauvés.
Dans le quatrième tome, Sanjit fait la cour à Lana. C'est finalement vers la fin de l'Épidémie qu'ils sortent ensemble. Il donne un coup de main aux victimes de la grippe à l'hôpital. Lui et toute sa famille partent ensuite avec Sam au lac Tramonto pour accompagner Lana.
Dans La Peur, il est envoyé par Lana porter un message à Sam. Il survit de justesse à une attaque de Coyote et reste au Lac le temps que les choses se calment.
Dans La Lumière, il épaule toujours Lana.

### Dahra Baidoo
Au début du premier tome, lorsque Caine prend le contrôle de Perdido Beach, elle se porte volontaire pour s'occuper de l'hôpital. Elle le regrettera souvent parce que c'est très difficile comme travail. Dahra est sortie avec Elwood durant plusieurs livres avant de rompre. C'est grâce à elle et à Lana si tout le monde n'est pas mort.
Elles deviennent d'ailleurs amies dans le quatrième tome, puisqu'elles se respectent beaucoup mutuellement. Lors de l'Épidémie, elle fera tout ce qu'elle peut pour sauver le plus de monde possible, avec l'aide de Choo (Virtue). Ce dernier laissera d'ailleurs entendre qu'il aime bien Dahra à la fin du livre.
Elle meurt dans le tome six, tuée par Gaïa en tentant d'apporter à Astrid un message de Connie Temple (la mère de Sam et de Caine).

### Toto dit «le Détecteur de Vérités»
Lorsque Sam, Dekka et Jack l'ont trouvé, Toto vivait seul dans un centre de recherche pour mutant. Il est schizophrène et parle sans arrêt à une tête de Spider-man, même après que Sam l'a pulvérisée. Son pouvoir est de déceler les mensonges et les vérités. Il suivra Sam et les autres dans leur lutte contre Drake et les insectes jusqu'à Perdido Beach avant de rentrer au lac avec eux.
Dans le quatrième tome, Sam se sert de son pouvoir pour confirmer ses propos et ceux des autres lors des réunions et des discours. Il garde plus ou moins ce rôle dans tous les tomes suivants.

### Howard Bassem
L'ami lèche-bottes d'Orc, il s'occupe généralement des négociations pour lui. Il a inventé le terme de Zone dans le premier tome et a aussi trouvé le nom de l'argent; les bertos. Il dirige aussi "le marché noir" de la drogue et l'alcool dans la Zone en distillant tout ce qu'il peut trouver.
Dans le troisième tome, il fait partie du Conseil de Ville. Il ne semble pas se soucier des vies sans quelque chose en retour.
Par exemple, dans L'Épidémie, il envoie Lana sauver Albert et insiste fortement sur le fait qu'il a une dette envers lui. Il passe la majeure partie du livre à chercher Orc et à tenter de le raisonner. À la fin, il part du côté de Sam avec Orc.
Dans La peur, alors qu'il partait vers Coates pour distiller de l'alcool, il tombe sur Drake et se fait tuer par son fouet avant d'être mangé par les coyotes.

### Taylor dite «La téléporteuse /jumper»
Taylor est originaire de Coates et est devenue loyale envers Sam après qu'il l'a sauvée avec les autres pensionnaires. Son pouvoir consiste à se téléporter. Pouvoir qu'elle améliorera et elle saura se téléporter sur de plus grandes distances. Grâce à cela, elle est utilisée pour transmettre des messages à travers la Zone. C'est toujours elle qui vient chercher Sam lorsqu'il y a un problème.
Elle a un faible pour Sam. D'ailleurs elle dit dans le tome 2 qu'elle donnerait sa vie pour lui. Son rôle principal est le relais de messages autour de Perdido Beach.
Dans Mensonges, elle est ravie de la dispute entre Sam et Astrid. Elle aidera à sauver les enfants des flammes.
Au début du quatrième tome, Sam l'embrasse et cela semble la gorger d'autosuffisance, au grand dam des autres. À la fin de l'Épidémie, Caine lui offre la possibilité de venir sur l'île. Cela la fait changer de camp et elle reste avec Caine.
Taylor est dans le cinquième tome, victime d'une des expériences de Pete, entraînant la disparition de ses jambes et d'un bras.
Dans Lumière, Pete lui rend son apparence initiale, sa vue et son pouvoir. Elle peut également parler. Seule sa peau reste couleur de l'or. Lorsque le Mur de la Zone s'écroule, Taylor disparaît. Cependant, des rumeurs disent qu'on aurait aperçu « une fille à la peau dorée » non loin. Il est possible qu'elle ait survécu et conservé son pouvoir, mais ce n'est qu'une possibilité.

### Hunter dit le «Chasseur»
Hunter est un mutant vivant dans les bois, il fut expulsé de la ville pour avoir tué involontairement Harry (Tome 2). Il a le pouvoir d'envoyer des ondes destructrices à l'intérieur des organismes en tendant les bras. Il déposera du gibier devant la supérette sans rien demander en retour.
Dans le tome 2, il se dispute contre Zil mais son ami (Harry) s’interpose. À cause de son pouvoir, sans le faire exprès, Hunter le tue. Il est alors pourchassé par la bande des humains qui est dirigée par Zil.
Sam le tue dans le tome 4, car il se faisait dévorer par les insectes. Avant de mourir, il pleure car sans lui il a peur que les enfants meurent de faim.

### Penny dite «The Monster Bringer»
Présentée dans Mensonges, Penny est une fille de douze ans de Coates avec le pouvoir de créer des hallucinations. Elle est extrêmement utile pour Caine et elle est loyale envers lui par-dessus tout (probablement en raison de l'amour qu'elle lui porte). Quand Diana essaye d'aider l'évasion de Sanjit de l'île, elle essaye de l'arrêter. Caine la tient sur l'hélicoptère et quand Diana tombe il la jette sur l'île, lui cassant les deux jambes. Elle a deux sœurs, une plus grande et une plus petite. Elle fut envoyée au Pensionnat Coates par son oncle et sa tante après avoir mis du Destop dans le bol de céréales de sa petite sœur.
Dans le quatrième tome, Diana prend soin d'elle puisqu'elle ne peut plus le faire elle-même. Penny la déteste quand même. Caine lui fait réparer les jambes par Lana lorsqu'ils rentrent à Perdido Beach. 
Dans le cinquième tome, elle éprouve du plaisir à affubler d'horribles visions toutes les personnes ayant fait quoi que ce soit de mal. C'est devenu une sanction à Perdido Beach (normalement 30 minutes, mais elle a duré toute une journée pour Cigare, un des pêcheurs de Quinn). Cigare tue accidentellement un autre enfant et ne peut pas être condamné à mort, puisqu'il s'agit d'un accident. Il est donc condamné à une journée entière de Penny. Elle lui envoie des visions de manière qu'il s'arrache lui-même les yeux. Cigare n'est sauvé (provisoirement) que par Quinn qui, voulant voir comment il supportait cette épreuve, l'a emmené directement chez Lana. Haïe par tout le monde, et surtout par celui dont elle était amoureuse, Caine, Penny se réfugie chez elle pour lui concocter un horrible piège : en ayant mis des somnifères dans sa tasse, elle plonge les mains de Caine dans du ciment (comme il l'avait fait à certains mutants dans le tome 1), lui agrafe une couronne en aluminium sur la tête et le promène sur la place, en pensant qu'elle serait accueillie comme une reine. Mais au vu des événements, les enfants réclament Caine, et elle est vite persécutée par la foule, et ensuite par Lana. Elle quitte la ville et se retrouve sur le chemin de Drake et Diana, qu'elle suit, ravie de pouvoir rencontrer cette "Ombre" dont plusieurs personnes parlent. À la fin, elle meurt, abattue par un bloc de ciment de la part de Caine, puis elle est incinérée par Sam devant les adultes présents de l'autre côté de la barrière à la fin de "Peur".

### Mary Terrafino
Une jeune fille qui veille sur les enfants d'âge préscolaire. Elle souffre de boulimie et de stress intense à cause de son travail à la crèche. Quand elle ne travaille pas, elle partage sa maison avec son frère, Astrid, Pete et Sam.
Dans le troisième tome, après qu'Astrid a révélé sa situation au grand jour et qu'Orsay lui a dit qu'elle devait partir le jour de ses quinze ans pour rejoindre sa mère, Mary est bien décidée à partir. Elle le fait d'ailleurs à la toute fin en sautant d'une falaise la seconde avant l'heure précise, entraînant des enfants qui seront sauvés de justesse par Dekka et Brianna. Dans "La Peur", elle est présentée à l’extérieur de la Zone, dans un lit d’hôpital, le corps complètement déformé. Après avoir dit seulement quelques mots, elle meurt.

### John Terrafino
Il est le jeune frère de Mary, John Terrafino s'occupe des petits aux côtés de sa sœur. Lorsque le conseil est établi, John est l'un des six membres (parce que Mary n'a pas le temps).

### Zil Sperry dit «Le Général» (The Leader)
Zil devient le Général - avec un G majuscule - de la Bande des Humains, ayant pour but de tuer les mutants qu'ils détestent au plus haut point, dans le deuxième tome. Il commence aussi à sortir avec Lisa, une fille dont la personnalité est ennuyeuse. Dans le troisième, il s'allie avec Caine (qui ne lui laisse pas le choix) pour incendier la ville et distraire les gens alors que Caine s'échappe. Suivant les conseils de Nerezza, qui abrite l'Ombre, il déclenche un autre incendie. Il est finalement tué par Dekka qui lui fait faire une très longue chute.

### Orsay Pettijohn dite «La Prophétesse»
Elle a le pouvoir d'entrer dans les rêves des gens. Dans le deuxième livre, Drake la trouve et la ramène à Caine qui l'envoie espionner Sam. À la fin du deuxième, Caine veut qu'elle aille voir le gaïaphage pour savoir ce qu'il veut de lui, mais comme Quinn lui donne du poisson, elle conduit Edilio à la place et reste traumatisée du vague aperçue qu'elle a eu des pensées de l'Ombre: elle apprend notamment qu'il se sert d'une source infinie d'imagination qu'il nomme Némésis (Pete) pour se construire un corps parfait et invulnérable.
Dans le troisième tome, aidée par Nerezza, elle se dit "Prophétesse" et affirme aux gens qu'en partant le jour de leur quinze ans, ils vont rejoindre leur famille. On apprend à la fin du livre que tout ça n'est qu'une machination de l'Ombre et elle meurt des mains de son incarnation, Nerezza.

### Duck Zhang dit «la Foreuse Humaine» (Drill Human)
Personnage d'abord non pris au sérieux, il se découvre la capacité de modifier la densité de son corps: se faire lourd jusqu'à se creuser lui-même dans la Terre, ou se faire aussi léger qu'un ballon jusqu'à s'élancer dans les airs, et planer tel un oiseau. Il devient un héros à la fin du tome 2 car il sauve Sam et tous les autres d'une mort certaine en enterrant très profondément l'Ombre… Il meurt en faisant cela.

### Tyler dit «Bug»
Surnommé Bug, tout d'abord parce qu'il mange des insectes en échange d'un bonbon ou d'un peu d'argent, mais surtout parce qu'il a enregistré une conversation du directeur de son école (bug veut dire micro en anglais). Il maîtrise l'art du camouflage (invisibilité), et il dit même à un moment du livre qu'il faisait déjà tout son possible pour être invisible avant la Zone, car son père le battait. Bug joue principalement le rôle d'espion pour Caine, mais il semble être fidèle à lui-même avant tous les autres. Il change souvent de camp, n'hésitant pas, par exemple, à rejoindre Perdido Beach pour avoir du poisson.

### Bradley dit «Cigare»
Un membre d'équipage de pêche Quinn, il apparaît d'abord dans La Peur. Il est condamné à passer une journée avec Penny, du lever au coucher du soleil pour avoir tué un garçon nommé Jaden. Il se griffe et arrache ses propres yeux à la suite de visions horribles de Penny. Lorsque Lana tente de le guérir, ses yeux repoussent que partiellement et il est incapable de voir correctement, ne voyant que des images spectrales de personnes et d'objets. Il joue un petit rôle dans le développement de l'intrigue, quand il permet à Astrid de communiquer avec Pete pour la première fois, au détriment de sa santé mentale. Il est tué par les vers près de la fin de La Peur.

### Connie Temple
Mère de Sam, qu'elle a élevé, et de Caine qu'elle a confié à une autre famille. Elle travaillait au Pensionnat Coates et en profitait pour observer Caine. Elle a noté ses observations dans son ordinateur, sur un fichier qu'elle était en train de modifier lorsqu'elle s'est évaporée, fichier qui se trouve à présent entre les mains de Caine. D'après ce qui était écrit sur son ordinateur, elle savait pour les pouvoirs de Sam et Caine et de ce dont ils sont capables.
Dans le cinquième tome (ainsi qu'un chapitre du troisième), on voit un peu sa vie en dehors de la Zone, et dans le sixième tome elle tente de venir en aide aux enfants au maximum, en les défendant pendant des interviews. Elle demande à Dahra, la fille de sa meilleure amie, d'aller chercher Astrid au Lac Tramonto, ce qui entraînera la mort de Dahra. Elle s'en voudra beaucoup mais ne l'avouera jamais à son amie.

### Roger dit «le Dessinateur» (ArtfulRoger)
Roger est un membre que l'on voit dans le tome 3, il dessine l'histoire de la "Zone" (ex: des enfants morts dans une des guerres, les membres de Drake Merwin déchiqueté).
Roger est aussi le bien-aimé de Edilio, ils se sont avoué leurs flammes dans le tome 6 La Lumière.
Dans le tome 6, il est un des survivants. Pris pour mort par tous les enfants de la Zone, Roger est retrouvé sortant des flammes par les pompiers, le corps gravement brûlé. Après des semaines de guérison hors de la Zone, il retrouve son petit ami, Edilio. OTF 1400